# McKim Building
Le McKim Building est une bibliothèque américaine située à Boston, dans le Massachusetts. Elle accueille les collections de la Bibliothèque publique de Boston, ce qui lui vaut d'être aussi désignée par ce nom. Elle est inscrite au Registre national des lieux historiques depuis le 6 mai 1973 et est classée National Historic Landmark depuis le 24 février 1986.